# Dmitri Nikolajewitsch Kossjakow
Dmitri Nikolajewitsch Kossjakow (russisch Дмитрий Николаевич Косяков; * 28. Februar 1986 in Woronesch) ist ein ehemaliger russischer Straßenradrennfahrer.

## Sportliche Laufbahn
Dmitri Kossjakow wurde 2007 Dritter bei dem Eintagesrennen Memorial Oleg Dyachenko. Ab 2008 fuhr er für das russische Continental Team Katyusha. In seinem ersten Jahr dort wurde er erneut Dritter beim Memorial Oleg Dyachenko und Gesamtzehnter beim Grand Prix Sotschi. Mit der russischen Nationalmannschaft gewann er 2008 bei der Tour de l’Avenir die erste Etappe nach Avallan, 2009 die Gesamtwertung der Tour du Loir-et-Cher sowie eine Etappe des Circuit des Ardennes. 2011 war er jeweils auf einer Etappe des Grand Prix Sotschi und bei der Tour of Bulgaria sowie beim Memorial Oleg Dyachenko erfolgreich. 2014 beendete er seine Radsportlaufbahn.

## Familiäres
Sein Vater Nikolai Kossjakow war ebenfalls Radrennfahrer und startete in der sowjetischen Nationalmannschaft.

## Erfolge
2008
- eine Etappe Tour de l’Avenir

2009
- eine Etappe Circuit des Ardennes
- Gesamtwertung und eine Etappe Tour du Loir-et-Cher

2011
- eine Etappe Grand Prix Sotschi
- Memorial Oleg Dyachenko
- eine Etappe Tour of Bulgaria

## Teams
- 2008 Katusha
- 2009 Katusha Continental Team
- 2010 Itera-Katusha
- 2011 Itera-Katusha
- 2012 Itera-Katusha
- 2014 Itera-Katusha